# Municipio de Villa Corzo
El municipio de Villa Corzo es un municipio mexicano, forma parte de la Región de la Fraylesca, en el estado sureño de Chiapas, en México. 
El municipio de Villa Corzo se localiza en la depresión central del estado, en una porción que en los tiempos prehispánicos perteneció al cacicazgo de los chiapanecas; en la época de la Colonia pasó al dominio de los frailes dominicos, quienes fundaron haciendas denominadas Frailescas. El 5 de noviembre de 1873, el gobernador del Estado, Pantaleón Domínguez, promulgó el decreto que declara pueblo del Estado a la congregación de familias residentes en el terreno La Trinidad, ubicado en el departamento de Chiapa, bajo la denominación de Trinindad de la Ley. Fue durante el gobierno del gran jurista Emilio Rabasa cuando cambia la denominación de Trinidad de la Ley, por la de Villa Corzo en honor del ilustre Benemérito del Estado, Angel Albino Corzo y según decreto expedido el 3 de noviembre de 1893.

## Geografía

### Límites
Se localiza en los límites de la Sierra Madre y de la Depresión Central, predominando el relieve montañoso.
Abarca desde las coordenadas 15°50′ hasta 16°26′ de latitud norte; y desde 92°51′ hasta 93°37′ de longitud oeste.
El municipio de Villa Corzo colinda con los otros municipios:
- Al norte con Villaflores y El Parral.
- Al este con La Concordia.
- Al sur con La Concordia, Pijijiapan y Tonalá.
- Al oeste con Tonalá y Villaflores.

Su extensión territorial es de 4,026.70 km², lo que representa el 48% de la región Frailesca y el 5.32 % de la superficie estatal, su altitud es de 580 m.

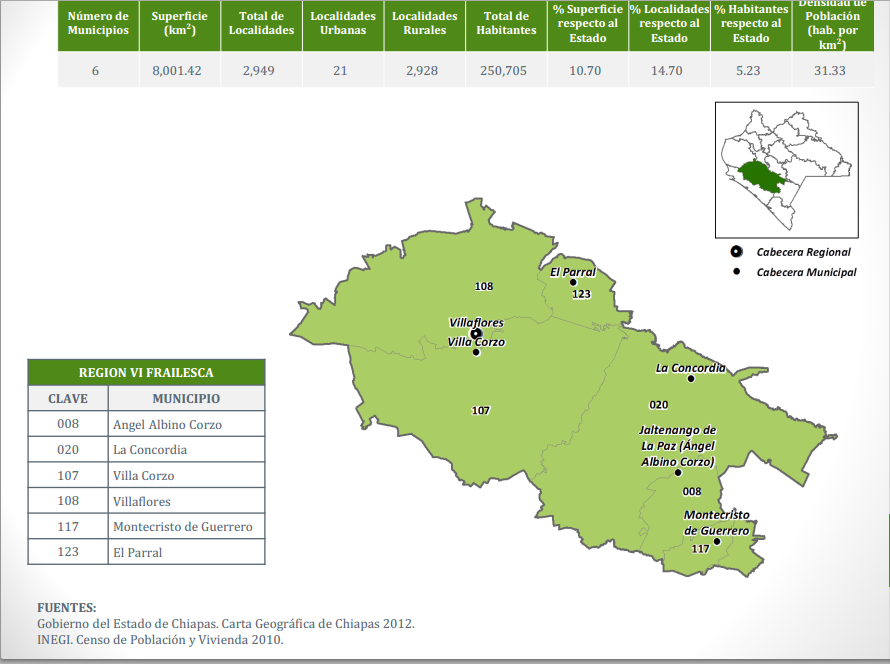
Mapa de Villa Corzo 2013.

### Localidades
En el censo de 2020 el municipio de Villa Corzo contaba con 1 250 localidades.

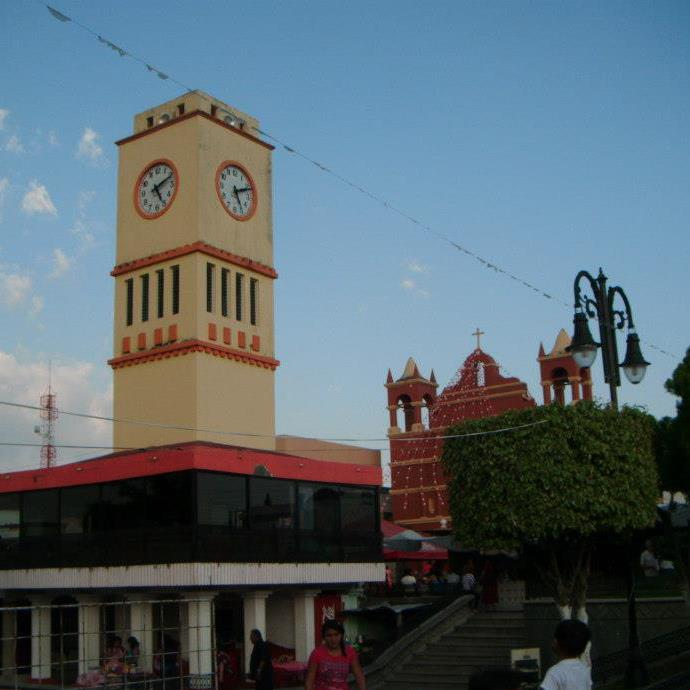
Centro de la Ciudad de Villa Corzo.

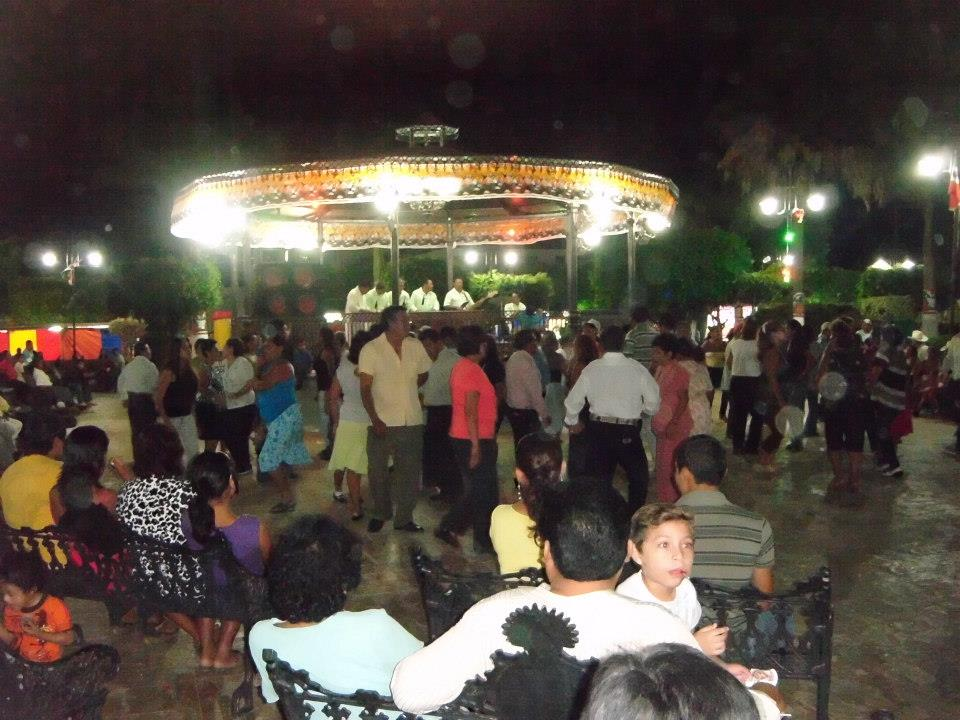
Noches de marimba en el parque de Villa Corzo.

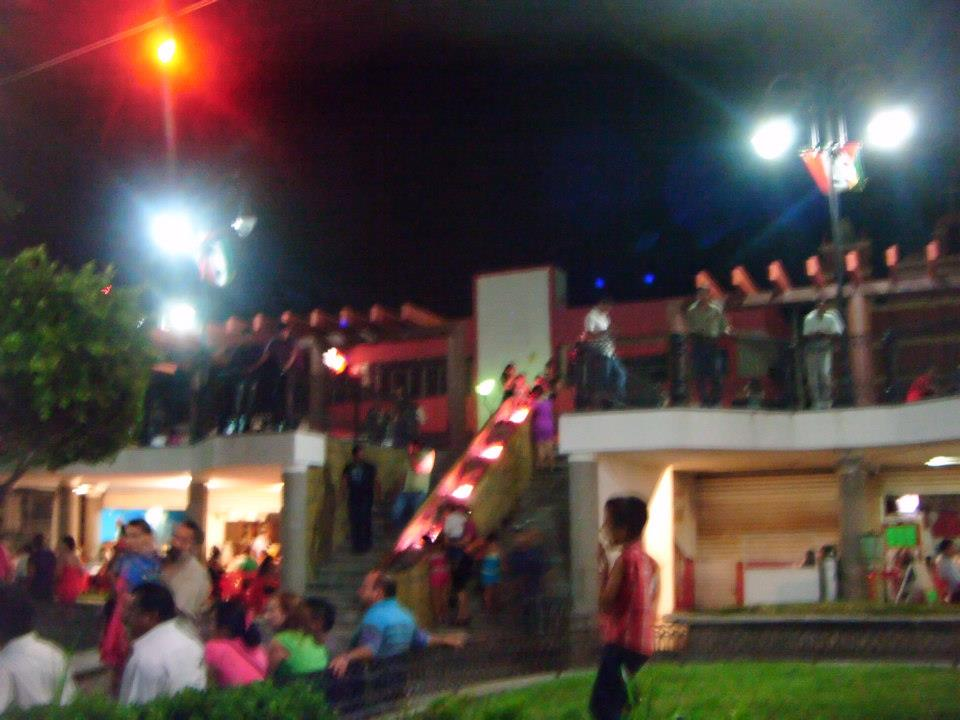
Mirador en el centro de Villa Corzo.

| Código INEGI      | Localidad              | Población (2020) |
| ----------------- | ---------------------- | ---------------- |
| 071070001         | Villa Corzo            | 11 556           |
| 071070034         | San Pedro Buenavista   | 9 922            |
| 071070200         | Revolución Mexicana    | 8 670            |
| 071070298         | Valle Morelos          | 3 637            |
| 071070303         | Nuevo Vicente Guerrero | 3 257            |
| 071070183         | Primero de Mayo        | 2 536            |
| 071070073         | Emiliano Zapata        | 1 677            |
| 071070123         | Manuel Ávila Camacho   | 1 354            |
| 071070574         | Monterrey              | 1 202            |
| Otras localidades | Otras localidades      | 21 832           |
| Total municipal   | Total municipal        | 65 643           |

## Hechos históricos
- 1873 El 5 de noviembre el gobernador José Pantaleón Domínguez promulga el decreto que declara pueblo a la congregación de familias establecidas en el predio La Trinidad, dependiente del Departamento de Chiapa de Corzo, con el nombre de Trinidad de la Ley.

- 1883 El 13 de noviembre se divide el estado en 12 departamentos siendo territorio parte aun de Chiapa de Corzo.

- 1893 El 3 de noviembre gobernador Emilio Rabasa promulga el decreto que cambia su nombre y categoría al poblado, por Villacorzo en memoria del ilustre juarista chiapaneco don Angel Albino Corzo.

- 1915 Desaparecen las jefaturas políticas y se crean 59 municipios libres, estando este dentro de la primera remunicipalización.

- 1920 El 25 de abril se da un hecho histórico, en virtud que el general Tiburcio Fernández Ruiz, jefe de las fuerzas anticarrancistas y el coronel albino lacunza, jefe de la guarnición del pueblo, inician el movimiento obregonista del estado de la llamada Revolución Mexicana en Chiapas.

- 1943 El 18 de noviembre el doctor Rafael Pascacio Gamboa decreta la elevación de categoría a municipio de segunda categoría a Villa Corzo.

- 1973 El 18 de noviembre durante el gobierno del Dr. Manuel Velasco Suárez, al pueblo se le otorga la categoría de ciudad y cambia la denominación de Villa Corzo por el de Angel Albino Corzo.

- 1980 Tomando como base el sentir de los pobladores y sus costumbres y tradiciones, el gobernador Juan Sabines deroga los decretos anteriores y denomina nuevamente a la ciudad y municipio Villa Corzo.

- 1983 Para efectos del sistema de planeación se les ubica en la región IV Frailesca.

- 1985 Con motivo del 175 aniversario de la independencia y 75 de la revolución mexicana, durante el recorrido nacional, se reciben en la cabecera municipal los símbolos patrios.

- 2000 Se construye la supercarretera Villaflores - Villacorzo.

- 2008 Felipe Calderón Hinojosa es el primer presidente de los Estados Unidos Mexicanos en visitar el municipio de Villacorzo e hizo entrega de la "Mazorca de Oro".

## Turismo
Fiestas, danzas y tradiciones
- Parque de Villacorzo
- Parque del Garrobo
- Carnaval Villacorzo

Las celebraciones más importantes son: Virgen del Rosario, Fiestas Patrias y Día de Muertos.
Centros turísticos
Este municipio cuenta con 30 vestigios arqueológicos de interés además de la presa La Angostura para la práctica del deporte acuático.
3 de noviembre (1893), aniversario de la ciudad de Villa Corzo.
Sierra Morena 
El Triunfo

### Clima

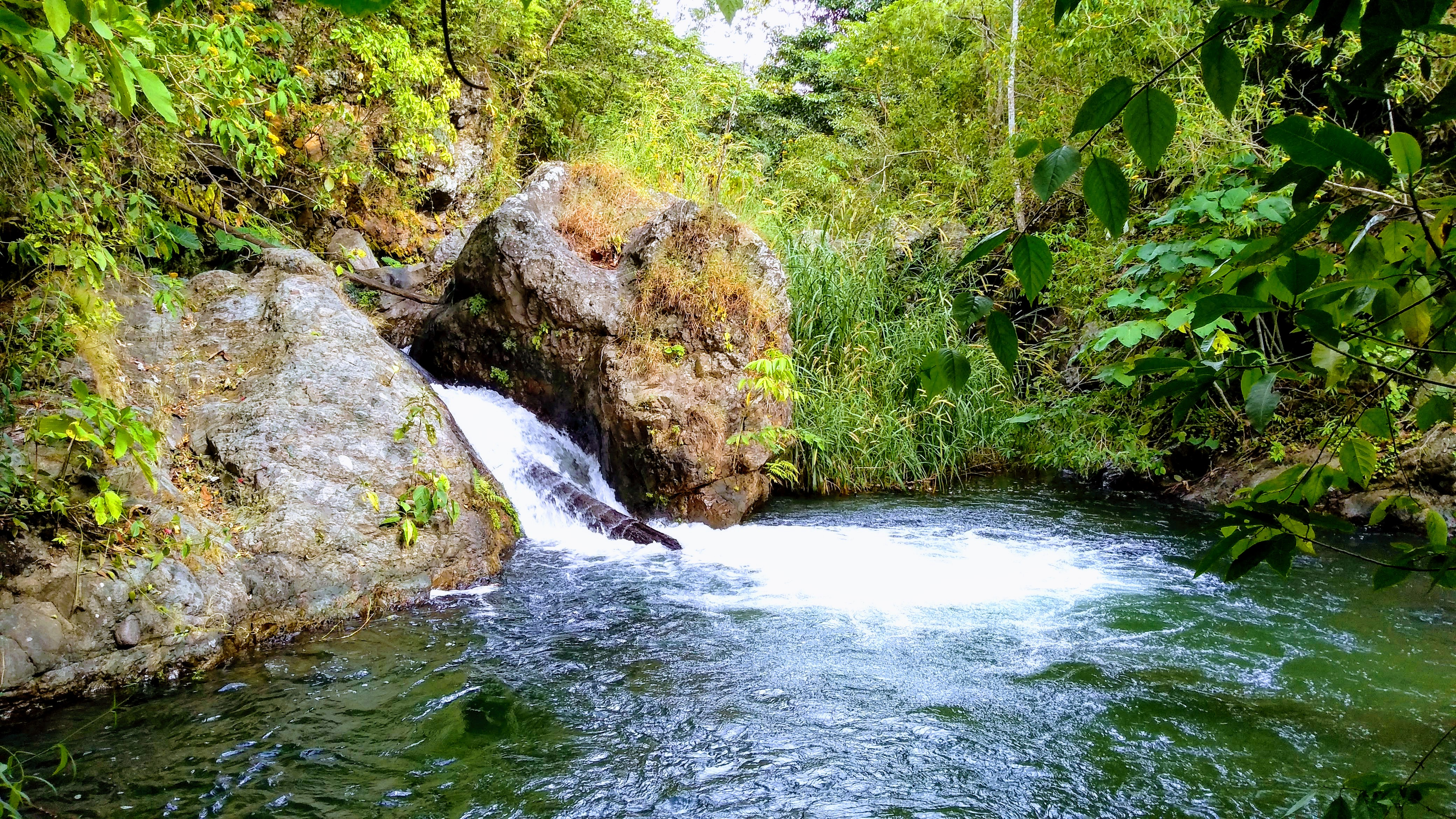
Plan de Ayala, Villa Corzo, Chiapas.

Los climas existentes en el municipio son:
1. A(w2), cálido subhúmedo con lluvias en verano, de mayor humedad, que abarca el 48.77 de la superficie municipal.
2. A(w1), cálido subhúmedo con lluvias en verano, de humedad media, que abarca el 27.79% de la superficie municipal.
3. Acm, semicálido húmedo con abundantes lluvias en verano, que abarca el 13.50% de la superficie municipal.
4. ACw2, semicálido subhúmedo con lluvias en verano, de mayor humedad, que abarca el 6.50% de la superficie municipal.
5. Am, cálido húmedo con abundantes lluvias en verano, que abarca el 2.66% de la superficie municipal.
6. C(m), templado húmedo con abundantes lluvias en verano, que abarca el 0.46% de la superficie municipal.
7. ACw1, semicálido subhúmedo con lluvias en verano, de humedad media, que abarca el 0.32% de la superficie municipal.

Su clima varía según la altitud: cálido subhúmedo con lluvias en el verano en las partes bajas y semicálido húmedo en la sierra.
La temporada de lluvia es opresiva y nublada, la temporada seca es bochornosa y mayormente despejada y es muy caliente durante todo el año. Durante el transcurso del año, la temperatura generalmente varía de 17 °C a 34 °C y rara vez baja a menos de 15 °C o sube a más de 37 °C. 
La temporada calurosa dura 1,8 meses, del 20 de marzo al 15 de mayo, y la temperatura máxima promedio diaria es más de 33 °C. El día más caluroso del año es el 15 de abril, con una temperatura máxima promedio de 34 °C y una temperatura mínima promedio de 22 °C. La temporada fresca dura 4,8 meses, del 3 de septiembre al 27 de enero, y la temperatura máxima promedio diaria es menos de 30 °C. El día más frío del año es el 13 de enero, con una temperatura mínima promedio de 17 °C y máxima promedio de 30 °C. 
Las temperaturas máximas diarias son alrededor de 30 °C, rara vez bajan a menos de 27 °C o exceden 32 °C. Las temperaturas mínimas diarias disminuyen 1 °C de 22 °C a 20 °C y rara vez bajan a menos de 18 °C o exceden 23 °C. Como referencia, el 15 de abril, el día más caluroso del año, las temperaturas en Villa Corzo generalmente varían de 22 °C a 34 °C, mientras que el 13 de enero, el día más frío del año, varían de 17 °C a 30 °C. 
La precipitación pluvial oscila, según las áreas municipales y es de casi 1150 mm anuales. La temporada normal de lluvias abarca desde mayo hasta la segunda semana de octubre. Normalmente, los meses más lluvioso son desde junio hasta septiembre. Durante septiembre y octubre siempre hay lluvias copiosas que duran más de 24 horas debido a la temporada de huracanes que rozan el municipio, pero no lo afectan notablemente.
| 1934-2001                 | ene  | feb  | mar  | abr  | may  | jun   | jul   | ago   | sep   | oct  | nov  | dic  | TOTAL  |
| ------------------------- | ---- | ---- | ---- | ---- | ---- | ----- | ----- | ----- | ----- | ---- | ---- | ---- | ------ |
| Temperatura promedio (°C) | 21,1 | 22,2 | 24,3 | 26,1 | 26,9 | 25,7  | 25,3  | 25,2  | 24,5  | 24,0 | 22,3 | 20,8 | 23,7   |
| Precipitaciones (mm)      | 1,3  | 1,5  | 7,9  | 18,5 | 92,2 | 229,3 | 232,6 | 231,7 | 231,5 | 75,0 | 15,3 | 3,1  | 1139,9 |

### Fisiografía
El municipio se localiza en los límites de la Sierra de Chiapas y de la Depresión Central, predominando el relieve montañoso. La cordillera de Centroamérica también atraviesa el municipio.

#### Principales elevaciones
- Cerro Azul (2480 m s. n. m.)
- Cerro Tres Picos (2480 m s. n. m.)
- Cerro La Caída (2200 m s. n. m.)
- Cerro La Sabaneta (2020 m s. n. m.)
- Cerro La Bandera (2000 m s. n. m.)
- Cerro La Placa (2000 m s. n. m.)
- Cerro Santa Martha (1960 m s. n. m.)
- Cerro La Panela (1920 m s. n. m.)
- Cerro Sonzonate (1000 m s. n. m.)

### Hidrografía
Los ríos principales del municipio son Los Amates, Pando, Santo Domingo, Dorado, Sabaneta, Las Marías, Candelaria, La Victoria y San Marcos. Dentro de su territorio está parte del embalse de la presa Belisario Domínguez, también conocida como La Angostura. Otras corrientes son: Nijundilo, La Ermita, Blanco, El Dorado, Pinavetal, El Naranjo, El Chiflón, La Ciénaga, San José, Rincón Pablo, Arena, Macoíte, El Palón, Frío y San Diego.

### Geología
El suelo del municipio se compone de: Suelo aluvial (formado en el período cuaternario); roca sedimentaria limolita-arenisca, (formadas en el período terciario); roca caliza (formada en el período cretáceo); granito y gneis (formadas en la era paleozoica sin haberse determinado el período geológico).
La composición de suelo más abundante es el granito y la menos abundante es el gneis.
El área presenta una Geología formada por rocas ígneas intrusivas ácidas, generadas a partir del periodo Paleozoico Inferior. Los suelos se formaron recientemente a partir de la erosión y depositación de sedimentos.

### Vegetación
La vegetación es de selva baja y bosque de pino-encino.

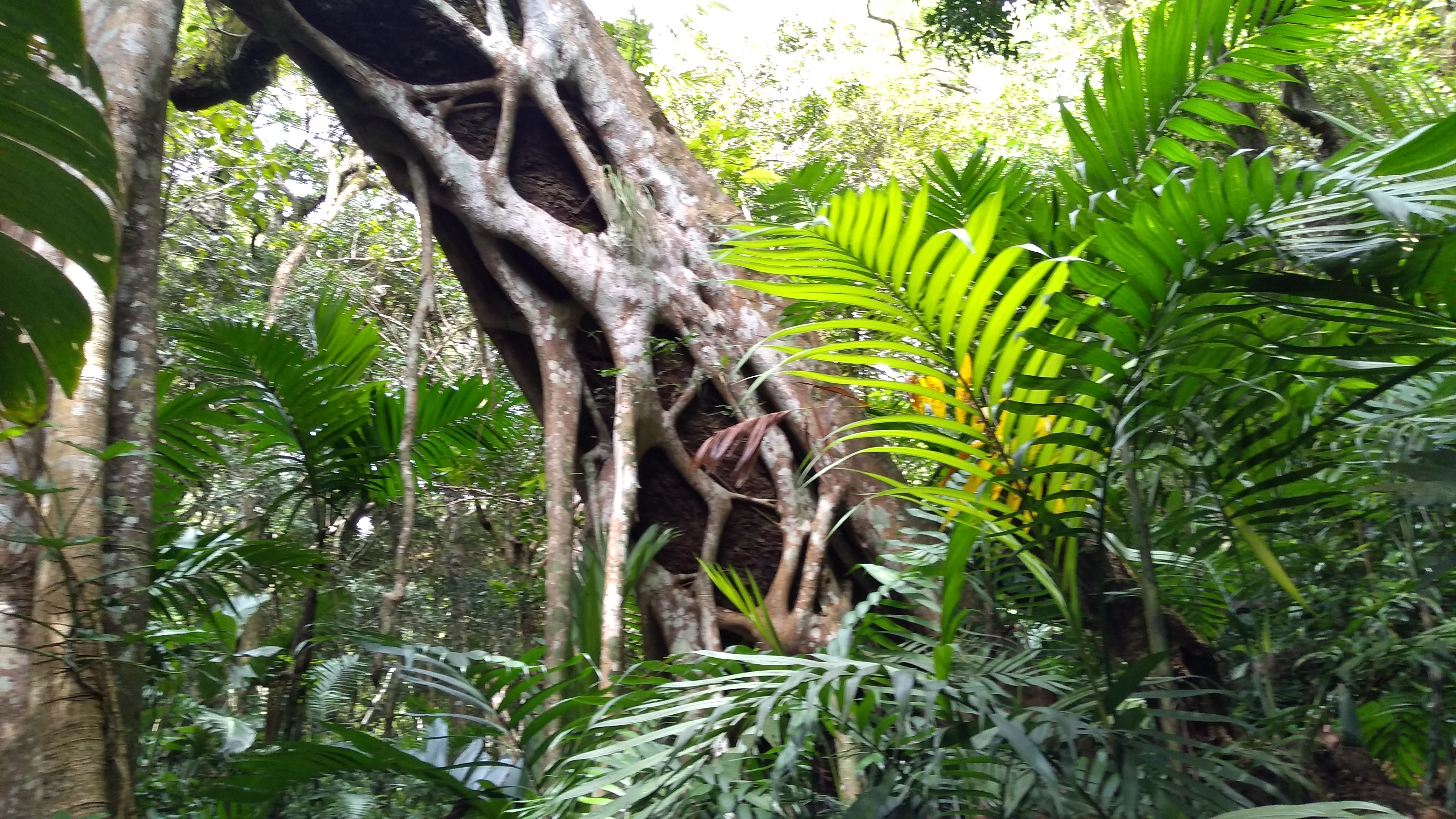
Sierra Morena, Villa Corzo, Chiapas.

La vegetación presente en el municipio es la siguiente: bosque de coníferas con el 16.47%; vegetación secundaria (de bosque de coníferas) con el 14.89%; bosque mesófilo de montaña con el 10.17%; vegetación secundaria (de selva caducifolia) con el 8.5%; vegetación inducida con el 4.49%; vegetación secundaria (de bosque mesófilo de montaña) con el 3.92%; bosque de encino con el 3.74%; vegetación secundaria (de selva perennifolia) con el 2.08%; vegetación secundaria (de bosque de encino) con el 1.41%; pastizal con el 0.94% y vegetación secundaria (de selva sub-caducifolia) con el 0.12%. 
Las reservas naturales dentro del municipio de Villa Corzo abarcan más de la mitad de su superficie municipal, éstas son: El Triunfo (1191,77 km²), La Sepultura (1673,09 km²) y Donación Liquidambar (10 km²).
El 23,58% de la superficie municipal es de uso agrícola, el 54,68% es bosque, el 14,78 % es pastizal y el 4,28% es selva.

## Población
| Año        | 1950   | 1960   | 1970   | 1980   | 1990   | 1995   | 2000   | 2005   | 2010   | 2015   |
| ---------- | ------ | ------ | ------ | ------ | ------ | ------ | ------ | ------ | ------ | ------ |
| Habitantes | 12.699 | 19.797 | 25.579 | 31.032 | 54.424 | 63.351 | 68.685 | 67,814 | 74,477 | 79 003 |

El 48.86% de los habitantes de Villa Corzo son hombres y el 51.14% son mujeres.
Las localidades más pobladas de Villa Corzo son: Ciudad de Villa Corzo (11,556), San Pedro Buenavista (9,922), Revolución Mexicana (8,670), Nuevo Vicente Guerrero (2,906), Valle Morelos (3,328), Primero de Mayo (2.423), Manuel Ávila Camacho (1.312) y Emiliano Zapata (1.258).
Villa Corzo presentó un incremento de 14,261 habitantes, de continuar con esta tendencia la población se duplicará en aproximadamente 29 años, para entonces habrá alrededor de 137,370 habitantes. La población total del municipio se distribuye de la siguiente manera:55.58% vive en seis localidades urbanas, mientras que el 44.42% restante reside en 1223 localidades rurales, que representan 99.51% del total de las localidades que conforman el municipio.
Los otros 23 070 habitantes están distribuidos en otros ejidos y fincas.

## Historia
En una porción que en los tiempos prehispánicos perteneció al cacicazgo de los chiapanecas; en la época de la Colonia pasó al dominio de los frailes dominicos, quienes fundaron haciendas denominadas Frailescas.
El 5 de noviembre de 1873 el gobernador José Pantaleón Domínguez promulga el decreto que declara pueblo a la congregación de familias establecidas en el predio La Trinidad, dependiente del Departamento de Chiapa de Corzo, con el nombre de Trinidad de la Ley.
En 1915, se creó el municipio independiente de Villa Corzo.
El 25 de abril de 1920, el general Tiburcio Fernández Ruiz y el coronel albino lacunza inician el movimiento obregonista del estado de la llamada Revolución Mexicana en Chiapas.
El 18 de noviembre de 1943, Villa Corzo se eleva a municipio de segunda categoría.
El 14 de noviembre de 2011, la LXIV Legislatura del Congreso del Estado aprobó la tercera Reforma a la Constitución Política del Estado de Chiapas propuesta por el Ejecutivo del Estado, donde el ejido El Parral deja de ser parte de Villa Corzo, siendo ahora un nuevo municipio.

### Toponimia
En la época prehispánica, lo que hoy es la cabecera municipal era una aldea que se llamó Macatapana (carencia de árboles grandes, en lengua chiapaneca). Después cambió su denominación a La Trinidad. El 5 de noviembre de 1873, la localidad se categoriza como pueblo, y recibe la denominación de Trinindad de la Ley.
El 3 de noviembre de 1893, la cabecera municipal elevó su categoría y se cambió su denominación por Villa Corzo en memoria de Ángel Albino Corzo.
El 18 de noviembre de 1973, el gobernador chiapaneco Manuel Velasco Suárez le otorga la categoría de ciudad y cambia la denominación de Villa Corzo por el de Ángel Albino Corzo (también al municipio). En 1980, debido al sentir de los pobladores, el gobernador Juan Sabines Gutiérrez vuelve a cambiar las denominaciones a Villa Corzo.
Antiguamente, Villa Corzo recibió el mote de Garrobos, que es una especie de Iguana Negra (común en la región).

## Personas destacadas
- Mons. José Alberto González Juárez. Nacido el 19 de diciembre de 1967 en la localidad del Parral, fue nombrado III Obispo de la diócesis de Tuxtepec, Oaxaca el 6 de junio de 2015 por el papa Francisco.[7]

## Economía
La principal producción agrícola es: Maíz, frijol, cacahuate, café, sorgo, caña cubano.
La principal producción pecuaria es: Ganadería vacuna, porcina y la avicultura.

### Actividad económica
Población económicamente activa por sector
En el año 2000, la Población Económicamente Activa (PEA) ocupada fue de 21,645 habitantes, distribuyéndose por sector, de la siguiente manera:

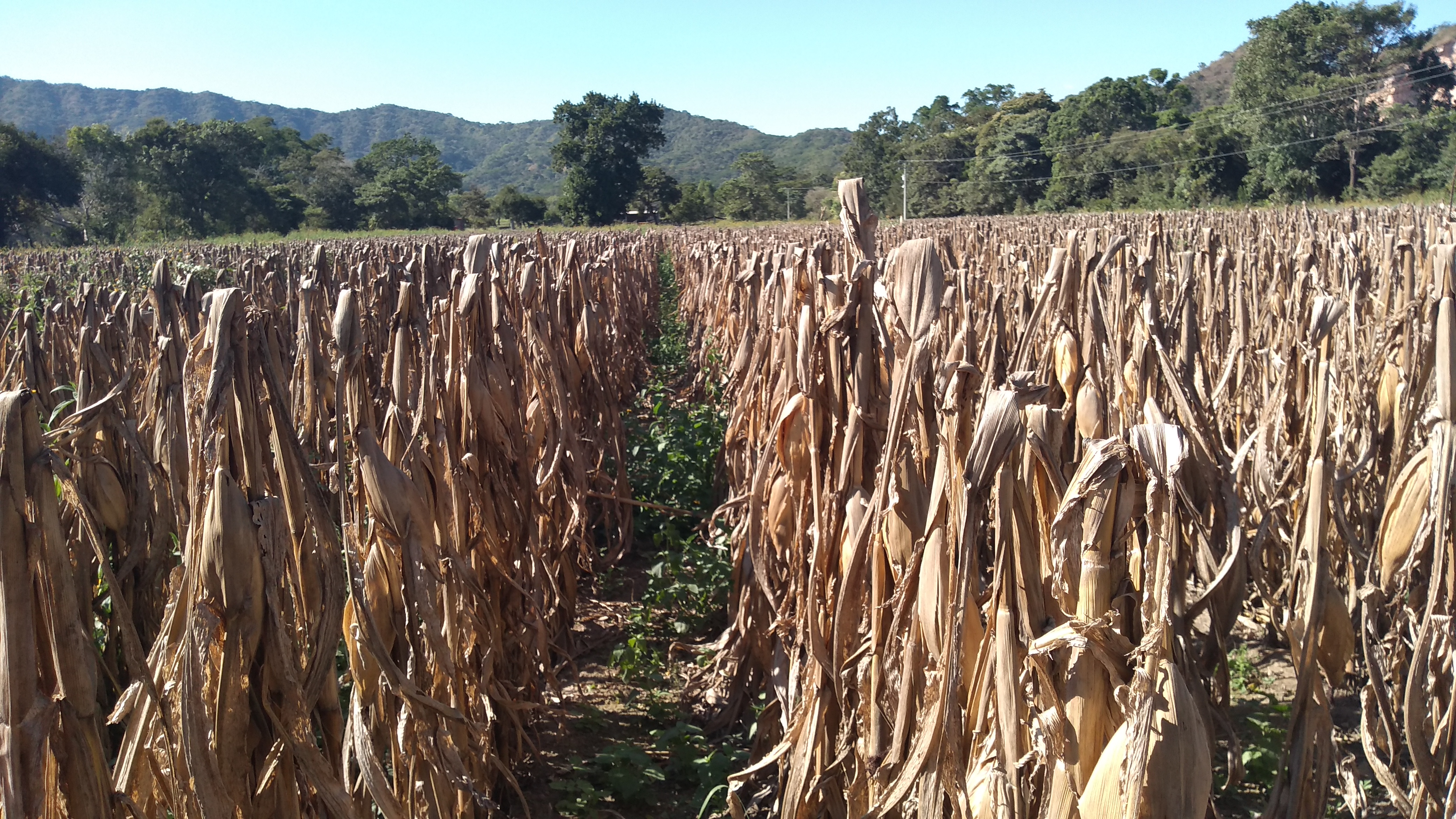
Cultivo de maíz en Villa Corzo.

### Sector primario
El 63.28% realiza actividades agropecuarias. El porcentaje de este sector en los ámbitos regional y estatal fue de 59.79% y 47.25% respectivamente.

### Sector secundario
El 10.29% de la PEA ocupada laboraba en la industria de la transformación, mientras que en los niveles regional y estatal los porcentajes fueron de 10.49% y 13.24% respectivamente.

### Sector terciario
El 25.45% de la PEA ocupada se emplea en actividades relacionadas con el comercio o la oferta de servicios a la comunidad, mientras que en los niveles regional y estatal el comportamiento fue de 28.43% y 37.31% respectivamente.
En la percepción de ingresos, en el municipio, se tienen los siguientes resultados: el 40.12% de los ocupados en el sector primario no perciben ingresos y sólo 0.71% reciben más de cinco salarios. En el sector secundario, 13.88% no perciben salario alguno, mientras que 2.33% reciben más de cinco. En el terciario, 10.77% no reciben ingresos y el 8.88% obtienen más de cinco salarios mínimos de ingreso mensual.

## Medios de comunicación
Para atender la demanda del servicio de comunicación, este municipio dispone de cinco oficinas postales y dos oficinas de telégrafos, una agencia de publicidad generadora de contenidos (Taco-Tube)  y correos, así como con una red telefónica con servicio estatal, nacional e internacional.

## Vías de comunicación
De acuerdo al inventario de la Secretaría de Comunicaciones y Transportes, el municipio en el año 2000 contaba con una red carretera de 495.44 km. Integrados principalmente por la red de la Comisión Estatal de Caminos (240.84) y caminos rurales construidos por las Secretarías de Obras Públicas, Desarrollo Rural, Defensa Nacional y la Comisión Nacional del Agua (254.6). La red carretera del municipio representa el 28.4 0% de la región.

## Cronología de los presidentes municipales
Presidente municipal y período de gobierno:
Jesús Coutiño 1923
Artemio Coutiño 1924
Gilberto A. Orozco 1926
Alberto Rito Valencia 1931
Enrique Rosas 1932
Elpidio Grajales 1933
Agustín Arroyo 1934
Romeo Grajales 1935
Sabino M. Molina 1938
Mariano Corzo 1939
Meliton José 1940
José María Coello Carrillo 1941
Leandro Muñoz 1942
Pedro Grajales 1943
Ireno Ruiz Arias 1944
Isabel Núñez Ruiz 1945-1946
Manuel Coello Carrillo 1947-1948
José Gregorio Grajales G. 1949-1950
Jesús Macias Z. 1951-1952
Javier Zuart 1953-1955
Romeo Grajales Corzo 1956-1958
José María López Castillejos 1959-1961
Amando Orozco Grajales 1962-1964
César Zuart Morales 1965-1967
Elpidio Grajales Corzo 1968-1970
Hernán Ruiz Fernández 1971-1973
Venancio Corzo Cruz 1974-1976
Humberto Orozco Macías 1977-1979
José Ángel Gómez Aguilar Consejo Municipal 1980-1982
José Gregorio Utrilla Estudillo 1983-1985
Moxel Solís Morales 1986-1988
Alfonso Grajales Solórzano 1989-1991
Efraín Coutiño Velasco 1992-1994
Robertony Pereyra Balcazar 1995 Consejo Municipal (6 meses)
Ausencio González Díaz 1996
Moisés Ramírez Tamayo 1996-1998
Jaime Lláven Martínez 1999-2001
Julio César Zuart López 2002-2004
Octavio Vázquez Ruíz 2005-2007
Horacio Corzo Guzmán 2008 - 2010
Jorge Alberto Clemente Magdaleno 2011 - 2012
Javier Moreno López 2012 - 2015
Román Utrilla Madariaga 2015 - 2018
Adier Nolasco Marina 2018-2021
Robertony Orozco Aguilar 2021-2024